# Ödes Schloss (Rechnitz)

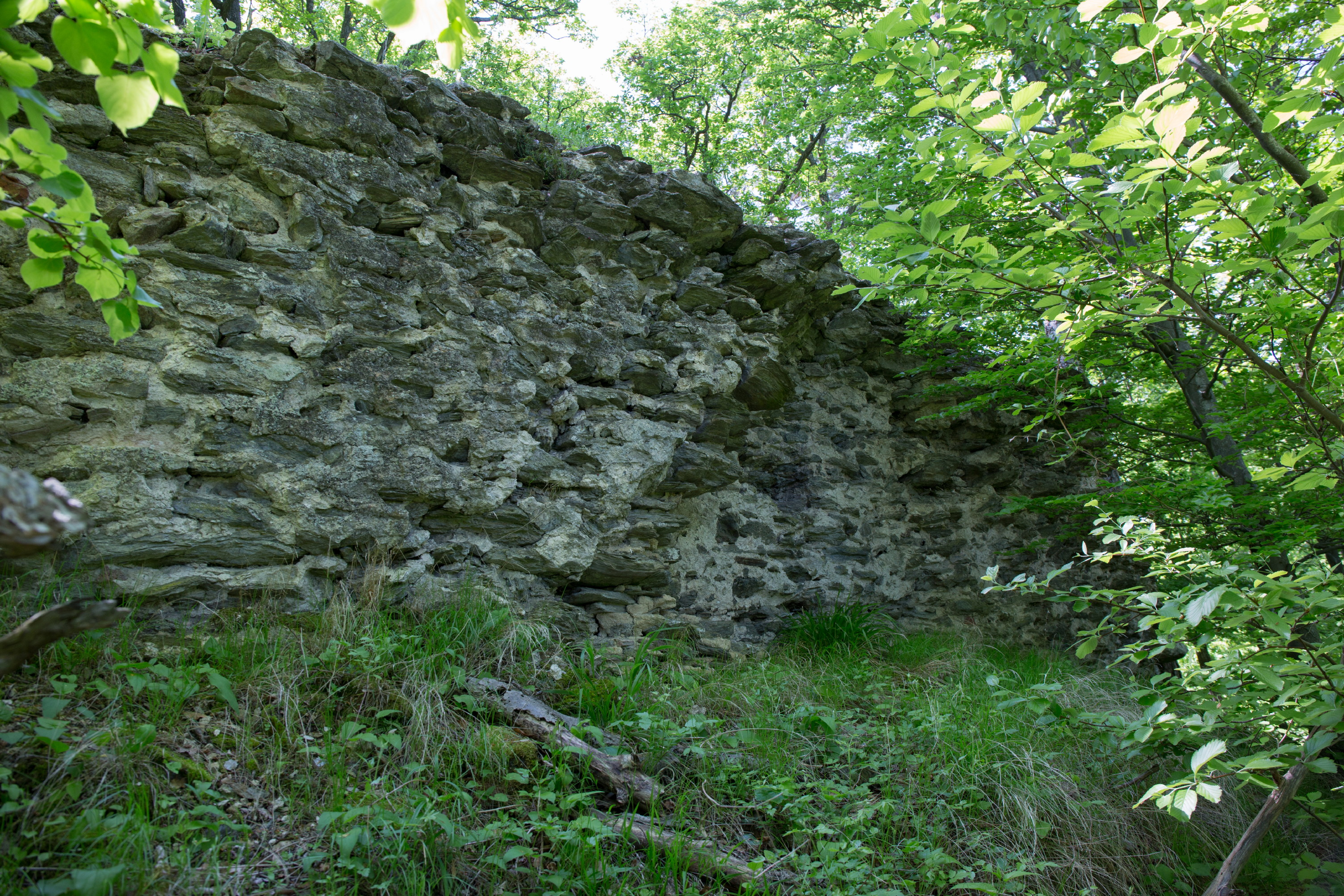
Ödes Schloß

Das Öde Schloss war eine Burganlage oberhalb des Faludi-Tales in der Marktgemeinde Rechnitz im Bezirk Oberwart im Burgenland. Verbliebene Mauerreste stehen unter Denkmalschutz.

## Geschichte
Im Jahre 1288 erfolgte eine Erwähnung der Anlage als Besitz der Herren von Güns-Güssing. 1289 wurde die Burg im Zuge der Güssinger Fehde durch Herzog Albrecht I. von Österreich belagert und teilweise zerstört. 1291 erfolgte die Rückgabe der Burg von Ungarn und deren erneute Übernahme durch die Familie der Herren von Güns-Güssing. 1318 fand eine erfolglose Belagerung durch Andreas, den Enkel Iwans von Güns-Güssing, statt. Die Burg blieb im Besitz von Nikolaus, genannt „der Hahn“, einem Neffen Iwans von Güns-Güssing.
1445 erfolgte eine Einnahme durch Kaiser Friedrich III. 1478 kam es zu einer Belagerung und Eroberung durch König Matthias Corvinus. Es folgte eine Übergabe an Jakob Margenwerder, den Geschützmeister des Königs. 1490 kam es zum Verkauf an Wilhelm Paumkircher. In Folge war ein Bedeutungsverlust gegenüber der Stadtburg zu verzeichnen, die nach 1622 einen Ausbau erfuhr. In der zweiten Hälfte des 19. Jahrhunderts, laut Dehio 1838, erfolgte eine Zerstörung aufgrund einer Anordnung der Komitatsverwaltung, um Unterschlupfmöglichkeiten für „Diebsgesindel“ zu beseitigen. Mauerreste sind noch vorhanden (1976). 